# 板倉茜
板倉 茜（いたくら あかね、1979年6月2日 - ）は、山梨県出身の元女優、タレントである。サンミュージックブレーンに所属していた。

## 来歴
- 1996年、サンミュージック新人タレントオーディション歌手部門入賞[1]。

## 出演

### テレビドラマ
- 月曜ドラマスペシャル「警部補 坪内直哉〜父と娘の事件簿〜」（1998年2月23日、TBS）
- ガラスの仮面2 第1話・第2話（1998年4月13日・20日、テレビ朝日）

### テレビ番組
- 美少女図鑑 D-Break（1998年、パーフェクTV）
- リンクTV （2000年、テレビ東京）

### CM
- 日産・サニー（1999年）

## 作品

### CD
- デビュタントVol.3～「赤いスイートピー」（1997年8月20日、ナスティ・ボーイズ[2]）